# Opizzon Spinola
Opizzon Spinola var en italiensk statsman, som 1302 blev generalkapten i Genua och till
1309 innehade en ställning likartad med en antik tyranns.